# Ochropleura viettei
Ochropleura viettei är en fjärilsart som beskrevs av Fletcher 1961. Ochropleura viettei ingår i släktet Ochropleura och familjen nattflyn. Inga underarter finns listade i Catalogue of Life.